# Lygaeinae
Sous-famille
Les Lygaeinae sont une sous-famille d'insectes du sous-ordre des Hétéroptères (punaises).

## Liste des genres

### Genres rencontrés en Europe
- Apterola Mulsant & Rey 1866
- Arocatus Spinola 1837
- Caenocoris Fieber 1860
- Cosmopleurus Stål 1872
- Graptostethus Stål 1868
- Horvathiolus Josifov 1965
- Lygaeosoma Spinola 1837
- Lygaeus Fabricius 1794
- Melanocoryphus Stål 1872
- Melanotelus Reuter 1885
- Paranysius Horváth 1895
- Spilostethus Stål 1868
- Tropidothorax Bergroth 1894